# Malacidin
Malacidini so razred makrocikličnih lipopeptidov, ki jih sintetizirajo bakterije v prsti in delujejo kot antibiotiki za grampozitivne bakterije. Aktivnost naj bi bila odvisna od kalcija.
Odkritje teh spojin so v začetku leta 2018 objavili raziskovalci z ameriške Univerze Rockefeller. Našli so jih z množičnim presejanjem vzorcev bakterij iz prsti z metagenomskim pristopom, iščoč spojine, podobne daptomicinu. S testiranjem na podganah so potrdili učinkovitost proti več vrstam patogenih bakterij, kot je MRSA. Mehanizem delovanja naj bi bil podoben daptomicinu, ki s pomočjo kalcija razbija bakterijsko celično steno. Ime »malacidin« je skovanka iz akronima za metagenomic acidic lipopeptide antibiotic (»metagenomski kisli lipopeptidni antibiotik«) in pripone -cidin.

## Zgradba
Osnovo predstavlja peptidni obroč iz štirih ne-proteinogenih aminokislin. Zaenkrat sta znana dva predstavnika, malacidin A in malacidin B, ki se razlikujeta po metilenu na lipidnem repu.